# Linia kolejowa nr 814
Linia kolejowa nr 814 – pierwszorzędna, jednotorowa, niezelektryfikowana linia kolejowa łącząca rozjazd 38. na stacji Kępno (stacja kolejowa) z rozjazdem 2. na stacji Hanulin.
Linia stanowi łącznicę między linią kolejową Kępno R5 – Hanulin R39 a linią kolejową Kluczbork – Poznań Główny i umożliwia przejazd pociągów z kierunku Oleśnicy w stronę Ostrzeszowa i Ostrowa Wielkopolskiego.